# Gustav Jacobsthal

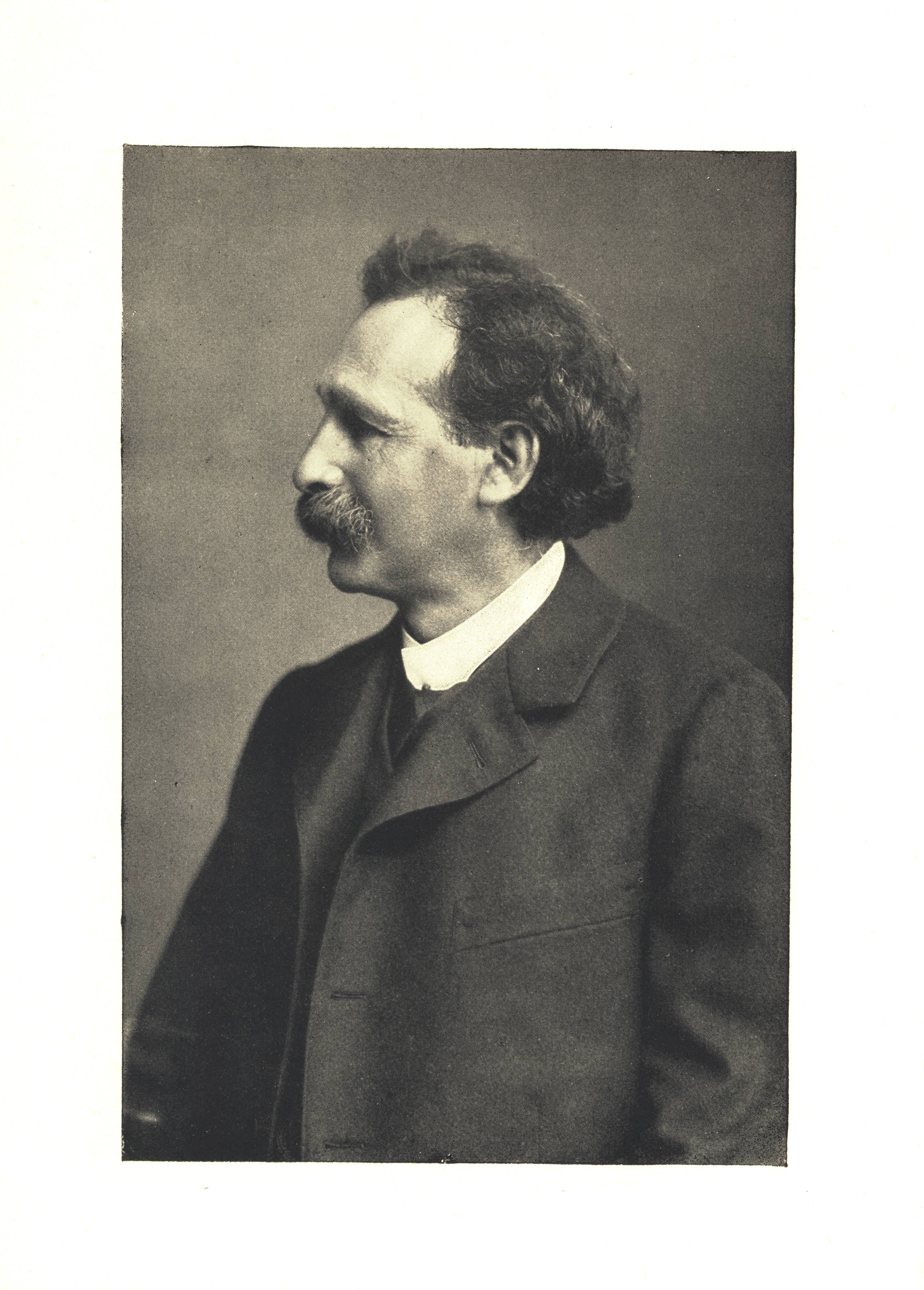
Gustav Jacobsthal.

Gustav Jacobsthal, född den 14 mars 1845 i Pyritz, död den 9 november 1912 i Berlin, var en tysk musikhistoriker och komponist. Han hörde till dem som under det utgående 1800-talet utforskade medeltidens musik och på nytt gjorde den tillgänglig.
Jacobsthal gick gymnasiet i Stettin och hade som lärare Carl Loewe i musik och Hermann Grassmann i matematik. Han studerade 1863-70 vid Berlins universitet och privat musik, historia och filosofi, bland annat komposition och körledning för Heinrich Bellermann och Eduard Grell, direktorn för Sing-Akademie zu Berlin, samt pianospel för Carl Tausig. 
År 1870 promoverades Jacobsthal på en avhandling om mensuralnotation under 1100- och 1200-talen. Sina av Philipp Jaffé inlärda historiska forskningsmetoder (paleografi, kronologi, diplomatik) kompletterade han läsaret 1871/72 i Wien för Theodor von Sickel.  Där skrevs även det arbete om Hermann von Reichenaus musikteori, som han lämnade in som habilitationsskrift i Straßburg. I Wien knöt han vänskapsband med germanisten Wilhelm Scherer.
År 1872 blev Jacobsthal habiliterad vid universitetet i Straßburg och undervisade där först som privatdocent, från 1875 som extra ordinarie, från 1897 som ordinarie professor i musikvetenskap, den då ende i Tyskland. Redan 1905 blev Jacobsthal på grund av överansträngning emeritus. Till hans lärjungar hörde bland andra Albert Schweitzer, Peter Wagner och Friedrich Ludwig.
Jacobsthals tonsättningar omfattar övervägande körverk, komponerade med anledning av akademiska högtider, men även en stråkkvartett och flera pianosånger (däribland tonsättningar av Goethes Harfner- och Mignon-sånger).